# Magny-Danigon
Magny-Danigon település Franciaországban, Haute-Saône megyében. Lakosainak száma 454 fő (2022. január 1.). Magny-Danigon Ronchamp, Andornay, Champagney, Clairegoutte, La Côte és Palante községekkel határos.

## Népesség
A település népességének változása:
| Lakosok száma | 459  | 448  | 457  | 439  | 436  | 431  | 438  | 446  | 454  |
|               | 2013 | 2015 | 2016 | 2017 | 2018 | 2019 | 2020 | 2021 | 2022 |